# Luigi Kasimir

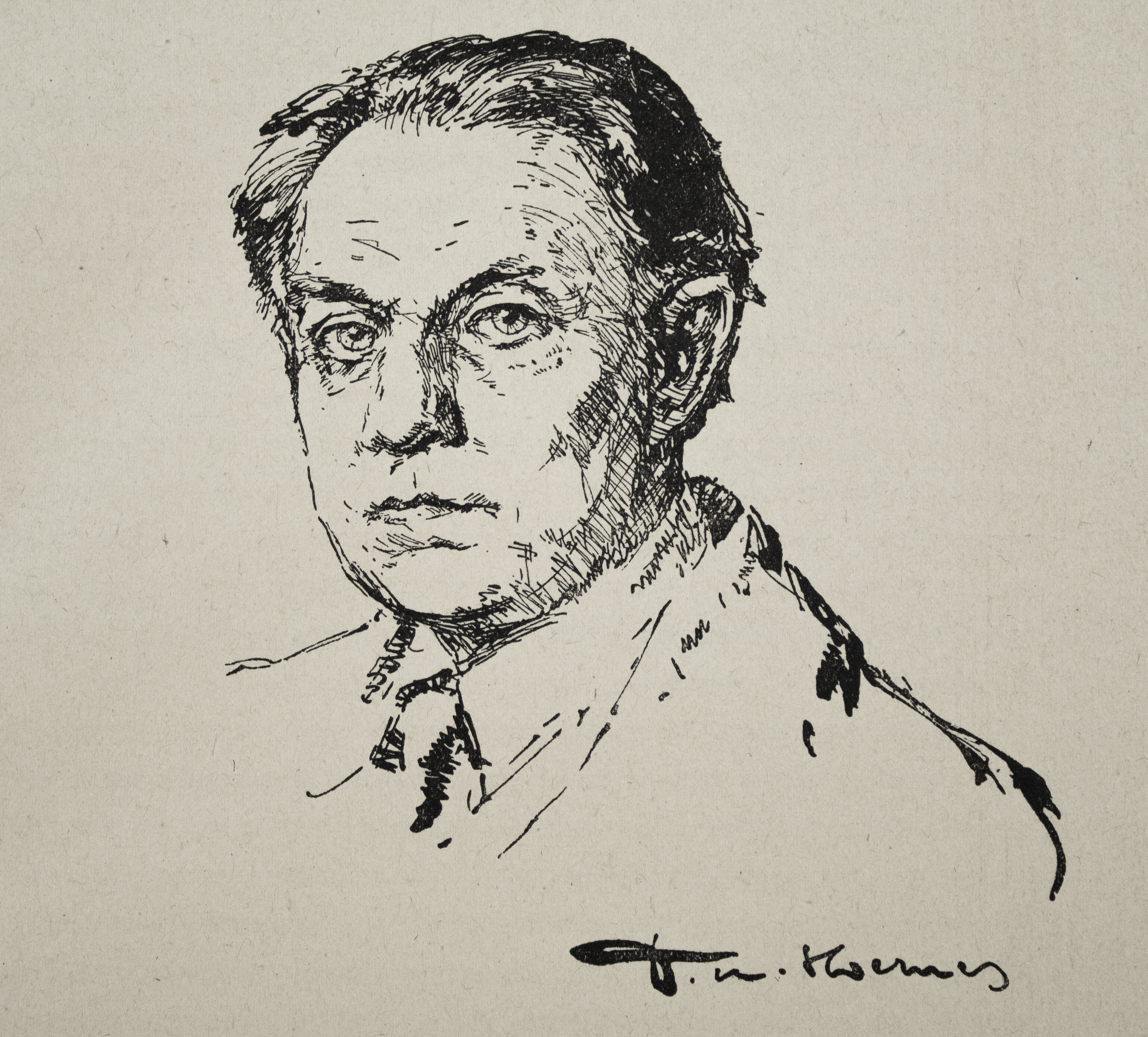
Luigi Kasimir

Luigi Kasimir (eigentlich: Alois Heinrich; * 18. April 1881 in Pettau, Herzogtum Steiermark, Österreich-Ungarn; † 6. August 1962 in Wien) war ein österreichischer Radierer und Lithograf.

## Leben

### Ausbildung und künstlerische Tätigkeit
Bereits sein Vater Alois Kasimir (1854–1930) und sein Großvater waren Maler. Kasimir besuchte in Graz das Gymnasium, wo er Zeichenunterricht von Heinrich Bank erhielt.
Er studierte von 1900 bis 1905 an der Akademie der bildenden Künste Wien. 1905 stellte er seine Aquarellveduten erstmals im Wiener Künstlerhaus aus und vollendete seine Ausbildung 1906/07 an der Graphischen Lehr- und Versuchsanstalt in Wien. 1911 heiratete er die Künstlerin Tanna Hoernes, Tochter des Geologen Rudolf Hoernes (1850–1912), welche an der Wiener Kunstschule studierte und mit der er drei Söhne hatte. Er schuf Radierungen mit Motiven aus Europa und New York und entwickelte eine eigene Technik der Farbradierung. Er gestaltete, teils zusammen mit seiner Ehefrau, das Liechtensteiner Notgeld.

### Tätigkeit zur Zeit des Nationalsozialismus und Prozess
Kasimir trat 1933 in die NSDAP ein, die ab dem 20. Juni in Österreich verboten war. Im Weiteren gehörte er der illegalen Sturmabteilung der NSDAP an.
Nach dem Ende der nationalsozialistischen Herrschaft wurde Kasimir im November 1945 deswegen wegen Hochverrat, illegaler Zugehörigkeit zur NSDAP seit 1933 und wegen der Unterlassung der Registrierungspflicht angeklagt. Der Prozess begann am 16. Juni 1946 vor dem österreichischen Volksgericht in Wien. Am 22. Juni 1946 wurde Kasimir wegen Illegalität und Registrierungsbetruges zu 18 Monaten schweren, verschärften Kerkers verurteilt.
Des Weiteren wurde Kasimir außerdem widerrechtliche Bereicherung durch die Arisierung der Kunsthandlung Halm & Goldmann vorgeworfen. Anscheinend hatte Kasimir nach dem „Anschluss“ Österreichs am 13. März 1938 seine frühe Parteimitgliedschaft genutzt, um die in Wien ansässige Kunsthandlung in seinen Besitz zu bringen. Mit der vorherigen Inhaberin Elsa Gall, die bis dahin das Alleinvertriebsrecht der Radierungen Kasimirs besessen hatte, hatte Kasimir im Oktober 1938, zusammen mit dem Kunstverleger Ernst Edhoffer, einen Vertrag mit einem Kaufpreis von 73.000 Reichsmark (RM) geschlossen. Gall war jüdischer Herkunft und hatte sich aufgrund der überkommenden Ereignisse für den Verkauf entschieden. Sie musste dann im Mai 1939 in die USA emigrieren. Den Zahlungsforderungen gegenüber Gall kamen Kasimir und Edhoffer in der Folge nicht nach und leisteten wohl lediglich eine Anzahlung von 10.000 RM an sie. Unter dem neuen Namen Edhoffer & Kasimir wurde die Firma am 20. Januar 1939 in das Handelsregister eingetragen.
Im Rahmen seiner Tätigkeit für seine Firma Edhoffer & Kasimir kam es in der Folge noch zu einem weiteren Fall einer vermutlichen Arisierung durch Kasimir. Im März 1941 kaufte er einen Teil der umfangreichen Kunstsammlung des jüdischen Zahnarztes und Kunstsammlers Obermedizinalrat Heinrich Rieger für etwa 17.000 RM an, was für die Sammlung, die neben der Sammlung Reichel zu einer der wichtigsten der österreichischen modernen Kunst zählte, einem dubios niedrigen Schätzwert entsprochen hätte. Einen großen Teil der von ihm so erworbenen Sammlung verkaufte Kasimir noch während der Kriegsjahre weiter.
Von der unverhältnismäßigen Bereicherung durch Arisierung nach dem Kriegsverbrechergesetz wurden Kasimir wie auch Edhoffer im Prozess im Juni 1946 allerdings freigesprochen, da Kasimir sämtliche Rückstellungsansprüche im Rahmen der österreichischen Restitution an ihn und die Firma Edhoffer & Kasimir anerkannt hatte.
Im Februar 1947 führte das Wohnungsamt der Stadt Wien eine Hausdurchsuchung in Luigi Kasimirs - von Elsa Gall „arisierter“ - Wohnung im Opernring 17 durch. Die Durchsuchung ergab den Fund von insgesamt 13 Bildern im später festgestellten Schätzwert von mehreren 100.000 Schilling. Angeblich hatte Kasimirs frühere Sekretärin die Werke in der Wohnung vor einer drohenden Beschlagnahme versteckt. Bei den Bildern, die beim Auffinden konfisziert wurden, handelte es sich um Reste der Sammlung Rieger, wie auch um Bilder, die der Tochter des jüdischen Rechtsanwaltes Benedikt gehört hatten und die Kasimir angeblich zur „Obhut“ übergeben worden waren. Die Herkunft anderer Bilder blieb unklar.
Wie die Zeitung Neues Österreich vom 7. Februar 1947 berichtete, wurde Kasimir aufgrund ärztlichen Antrages wegen eines schweren Leberleidens vorzeitig aus der Haft entlassen.

### Lebensende
Luigi Kasimir starb in seinem Haus in Wien 19., Grinzing, Himmelstraße 40–42. Er hinterließ etwa 2500 Kupferplatten und gilt als einer der bedeutendsten Schöpfer von Stadtveduten des 20. Jahrhunderts.

## Familie
Kasimirs Schwester Elsa Kasimir betätigte sich als Bildhauerin, Malerin und Grafikerin ebenfalls künstlerisch, und von seinen drei Söhnen wurde Robert (auch Raoul, 1914–2002) ebenfalls Maler und Graphiker.

## Werke
- Wien, 1912 (Radierungen)
- Belgien 1915. Ein Skizzenbuch. Bildband mit Texten von Fedor von Zobeltitz.
- Galizien 1915. Ein Künstlertagebuch. Bildband.
- Salzburg, 1923 (Steinzeichnungen)

### Allgemein
- J. Bartz: Kasimir, Luigi. In: Allgemeines Künstlerlexikon. Die Bildenden Künstler aller Zeiten und Völker (AKL). Band 79, De Gruyter, Berlin 2013, ISBN 978-3-11-023184-7, S. 380 f.
- Rita Vogt-Frommelt: Kasimir, Luigi. In: Historisches Lexikon des Fürstentums Liechtenstein
- Catherine Tessmar: Wiener Platzerln. Die Geschäfte des Künstlers Luigi Kasimir. Czernin, Wien 2006, ISBN 978-3-7076-0071-1.
- Herbert Lipsky, Kunst einer dunklen Zeit. Die bildende Kunst in der Steiermark zur Zeit des Nationalsozialismus. Ein Handbuch. Graz 2010.

### Zu den Vorwürfen der Arisierung
- Michael Wladika: Dossier Dr. Heinrich Rieger. Provenienzforschung im Auftrag des Leopold Museums. Dezember 2009. Seiten 17f. (online)
- Stefania Domanova und Georg Hupfer: „Arisierung“ am Beispiel der Firmen Halm & Goldmann und Verlag Neuer Graphik (Würthle & Sohn Nachf.). Referat. Datum unbekannt. Seiten 7 bis 11. (online)